# Il grande cocomero (film)
Il grande cocomero è un film del 1993 diretto da Francesca Archibugi.
Il film è ispirato all'esperienza di Marco Lombardo Radice, neuropsichiatra sperimentatore di terapie innovative nella cura dei disturbi psichici dei minori, del quale la Archibugi ricostruisce le strategie e i percorsi terapeutici fuori dagli schemi, basati soprattutto sul paziente ascolto delle necessità dei bambini e sulla compensazione delle loro carenze affettive.
Fu presentato nella sezione Un Certain Regard del 46º Festival di Cannes.

## Trama
Policlinico Umberto I di Roma: Valentina, una dodicenne soprannominata "Pippi", figlia di Cinzia e Marcello Diotallevi (coppia benestante ma senza ideali, forse ancora insieme solo per la figlia), in seguito ad una crisi convulsiva, attribuito ad un attacco di epilessia, viene ricoverata nel reparto di neuropsichiatria infantile. Un giovane psichiatra, Arturo (appena uscito da una crisi coniugale che sta sforzandosi di esorcizzare) sebbene sia convinto che il caso sia piuttosto di natura psicologica (convulsioni psicogene non epilettiche) che neurologica (a cui la famiglia non è estranea), accoglie la ragazza nel suo reparto, preso da interesse per la sua situazione. Pippi rivela subito un carattere scontroso e provocatorio; il rapporto con i genitori risulta difficile, per cui Arturo si propone di tentare con lei una relazione analitica, studiandone attentamente le reazioni per riportarla alla normalità. Nell'ambiente familiare, superficiale e contraddittorio, Pippi non trova né sicurezza, né affetto e viene lasciata sola a se stessa, mentre il reparto diventerà la sua nuova casa, nonostante i non pochi problemi. Malgrado le gravi carenze strutturali e organizzative dell'ospedale e l'insufficienza di personale preparato, la giovane trova interessi e affetto nel medico terapista Arturo, al quale si apre pian piano con crescente fiducia.
I giochi tra ragazzi, le confidenze e le attenzioni che avrà verso Marinella, una bambina cerebrolesa a cui dedica il proprio tempo la faranno migliorare un tantino, ma sarà proprio la morte inquietante della bambina a scatenare il rifiuto di Pippi nei confronti di Arturo e a indurla a un'autocrisi epilettica di protesta, che fornirà allo psichiatra la chiave di lettura per un appropriato intervento... sarà la molla che condurrà la giovane Pippi verso la guarigione, verso la scoperta de "il grande cocomero", di un futuro migliore tanto sognato anche dal protagonista del noto fumetto Peanuts.
Il film mette in luce lo stigma sociale legato all'epilessia e tutto quello che la circonda.

## Riconoscimenti
- 1993 - David di Donatello
  - Miglior film a Francesca Archibugi
  - Miglior sceneggiatura a Francesca Archibugi
  - Migliore attore protagonista a Sergio Castellitto
  - Nomination Miglior regista a Francesca Archibugi
  - Nomination Miglior produttore a Fulvio Lucisano, Leo Pescarolo e Guido De Laurentiis
  - Nomination Migliore attrice non protagonista a Alessia Fugardi
  - Nomination Miglior sonoro a Alessandro Zanon
- 1994 - Nastro d'argento
  - Miglior soggetto originale a Francesca Archibugi
  - Miglior sceneggiatura a Francesca Archibugi
  - Migliore produttore a Fulvio Lucisano, Leo Pescarolo e Guido De Laurentiis
  - Nomination Regista del miglior film a Francesca Archibugi
  - Nomination Migliore attore protagonista a Sergio Castellitto
  - Nomination Migliore attrice protagonista a Alessia Fugardi
- 1993 - Globo d'oro
  - Miglior attore a Sergio Castellitto
- 1993 - Ciak d'oro
  - Migliore attore protagonista a Sergio Castellitto[4]
  - Migliore attrice non protagonista a Laura Betti[4]